# Sh2-19
Sh2-19 (également connue sous le nom de RCW 140) est une nébuleuse en émission visible dans la constellation du Sagittaire.
Elle est située sur le bord ouest de la constellation, à une très courte distance du centre galactique. Elle s'étend pendant environ 12 minutes d'arc dans une région fortement obscurcie par la poussière interstellaire, en bordure d'un riche champ d'étoiles. La période la plus propice à son observation dans le ciel du soir se situe entre juin et novembre. Étant dans des déclinaisons modérément méridionales, son observation est facilitée par l'hémisphère sud.
Sh2-19 est une région H II située sur le bord extérieur du bras du Sagittaire à une distance estimée d'environ 1 500 pc (∼4 890 al) du Soleil. Elle constitue l'extrémité orientale d'un enchaînement formé par deux autres nébuleuses, avec lesquelles elle est physiquement liée : Sh2-16 et Sh2-18. Il n'y a pas d'étoiles connues responsables de son ionisation, bien qu'il soit évident que le nuage héberge des phénomènes de formation stellaire. En particulier, trois sources de rayonnement infrarouge ont été identifiées par l'IRAS et cataloguées comme IRAS 17448-2906, IRAS 17453-2909 et IRAS 17445-2900. Cette dernière source est également associée à un maser qui présente des émissions de H2O. Selon le catalogue Avedisova, le jeune amas ouvert Ruprecht 131, qui apparaît dominé par l'étoile HD 316322, de classe spectrale K5 et de magnitude apparente 10, appartiendrait également à cette région de formation d'étoiles.
Sh2-19 apparaît en relation avec d'autres régions H II proches, telles que Sh2-15, Sh2-16, Sh2-17, Sh2-18 et Sh2-20, toutes situées à environ 1 500 pc (∼4 890 al) de l'amas ouvert Cr 347. Ces nébuleuses constitueraient donc une seule grande région de formation d'étoiles située sur le bord extérieur du bras du Sagittaire. Par un effet de perspective, depuis la Terre cette région apparaît exactement superposée à la direction du centre galactique.